# PGC 3798
LEDA/PGC 3798 ist eine spiralförmige Zwerggalaxie vom Hubble-Typ gS im Sternbild Fische auf der Ekliptik, die schätzungsweise 229 Millionen Lichtjahre von der Milchstraße entfernt ist. Sie ist Mitglied der 22 Galaxien zählenden NGC 452-Gruppe (LGG 18). 